# 皮雪 (塞纳-马恩省)
皮雪（法語：Puisieux，法語發音：[pɥizjø] ⓘ）是法国塞纳-马恩省的一个市镇，属于莫城区。

## 地理
皮雪（49°3'55"N, 2°54'59"E）面积9.21 平方千米，位于法国法蘭西島大區塞纳-马恩省，该省份为法国北部内陆省份，北起瓦兹省，西接埃松省、马恩河谷省、塞纳-圣但尼省和瓦兹河谷省，南至卢瓦雷省，东南接约讷省，东临马恩省和奥布省，东北接埃纳省。
与皮雪接壤的市镇（或旧市镇、城区）包括：雷-福斯马丹、布雷日、杜伊拉拉梅、埃特雷皮伊、马西伊、万西-马讷夫尔。

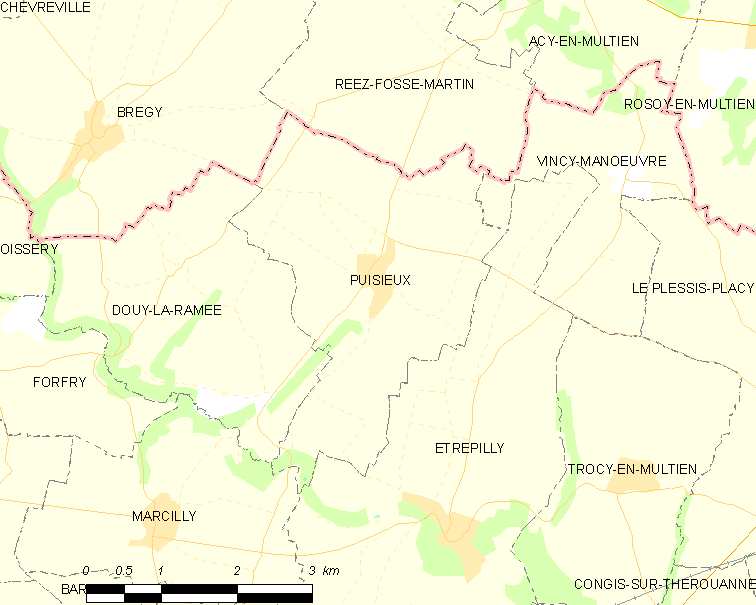
的OSM定位图

皮雪的时区为UTC+01:00、UTC+02:00（夏令时）。

## 行政
皮雪的邮政编码为77139，INSEE市镇编码为77380。

## 政治
皮雪所属的省级选区为拉费泰苏茹阿尔县。

## 人口

1962-2008年间人口变化图示

皮雪于2022年1月1日时的人口数量为319人。